# 傅俊
傅 俊（ふ しゅん、? - 31年）は、後漢の武将。字は子衛（しえい）。潁川郡襄城県（河南省襄城県）の人（『後漢書』列伝12・本伝）
。光武帝の功臣であり、「雲台二十八将」の第21位に序せられる（『後漢書』列伝12）。

## 略歴
| 姓名           | 傅俊                                                            |
| 時代           | 新代 - 後漢時代                                                 |
| 生没年         | 生年不詳 - 31年（建武7年）                                      |
| 字・別号       | 子衛（字）                                                      |
| 本貫・出身地等 | 豫州潁川郡襄城県                                                |
| 職官           | 校尉〔更始〕→偏将軍〔更始→劉秀〕 →侍中〔後漢〕→積弩将軍〔後漢〕 |
| 爵位・号等     | 昆陽侯〔後漢〕→昆陽威侯〔没後〕                                 |
| 陣営・所属等   | 更始帝→劉秀（光武帝）                                           |
| 家族・一族     | 子：傅昌                                                        |

王莽の頃、劉秀が襄城を攻めた時に県の亭長としてこれを迎え、校尉を拝命した。このとき襄城の者は傅俊の母・弟らを殺した。昆陽の戦いで王莽配下の大司徒王尋らを破り、偏将軍となった。また別働隊として鄧晨と共に京・密などを陥落させた。劉秀は傅俊に家族を葬らせるため、故郷へ帰した。劉秀が河北攻略を始めると傅俊は賓客十数人とともに邯鄲で合流した。
建武元年（25年） 、劉秀の即位時に侍中となった。また、陰麗華を貴人として洛陽に迎える使者として立てられた。
建武2年（26年）、昆陽侯に封ぜられた。
建武3年（27年）、積弩将軍を拝命した。征南大将軍岑彭とともに、新末後漢初の群雄の一人の黎丘郷の秦豊を破り、また揚州に派遣されてこれを平定した。
建武7年（31年）、逝去し、威侯と諡された。

## 人柄・逸話

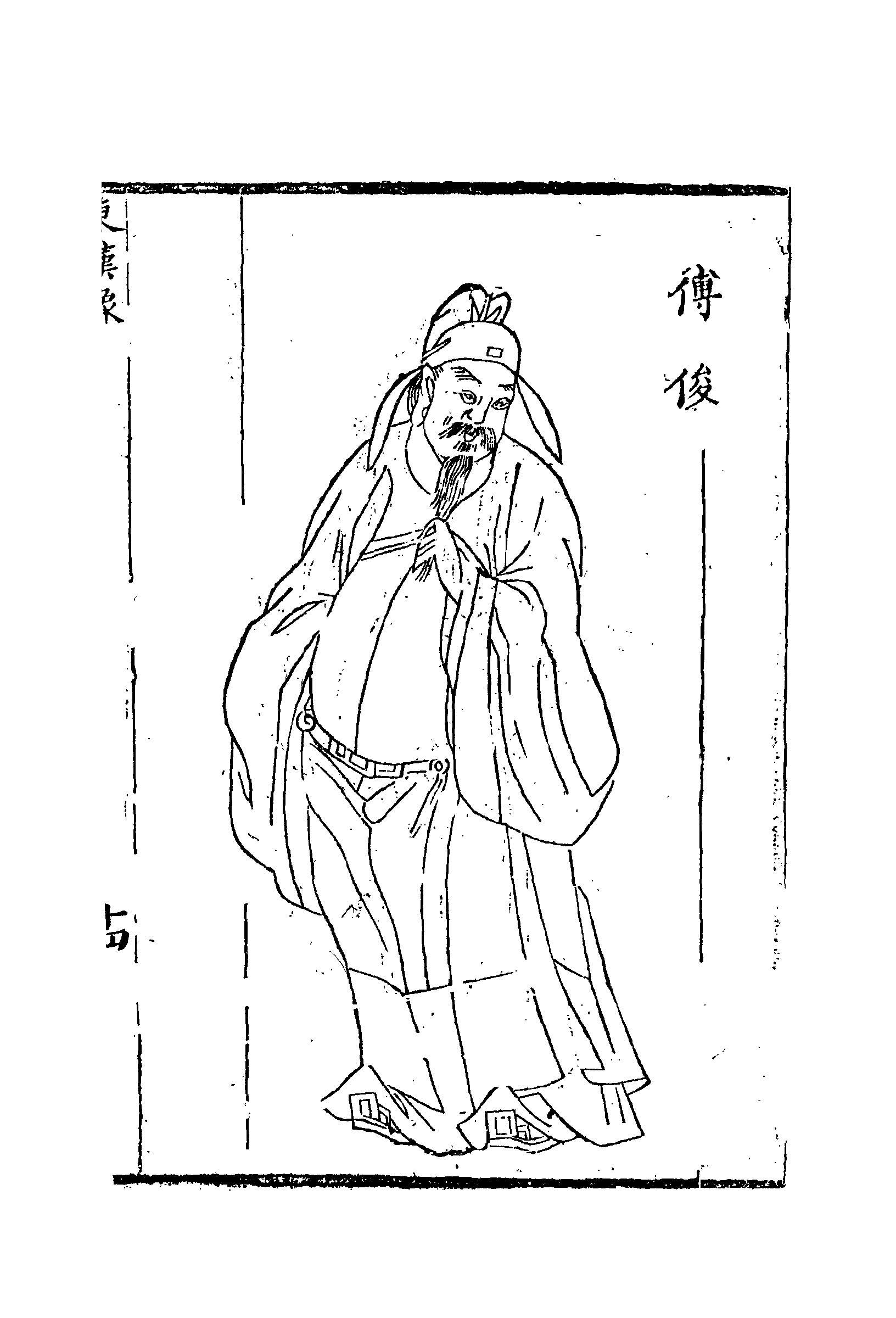
傅俊

- 揚州平定の際は、江東に逃れていた郅惲を礼を以て招き、将兵長史と為し軍政を司らしめる。郅惲は予め衆兵を窘めるが、傅俊の軍士は猶も塚を発き屍を連ね、人民を掠奪した。そこで郅惲は、周の文王・武王を引いて諫め、傅俊がこれに従えば、百姓（ひゃくせい）は悦び服し、向う所は皆な降った。